# Podismopsis poppiusi
Podismopsis poppiusi är en insektsart som först beskrevs av Miram 1907.  Podismopsis poppiusi ingår i släktet Podismopsis och familjen gräshoppor.

## Underarter
Arten delas in i följande underarter:
- P. p. poppiusi
- P. p. femoralis